# Первомайский (Астраханская область)
Первомайский — посёлок в Красноярском районе Астраханской области России. Входит в состав Красноярского сельсовета.

## География
Посёлок находится в юго-восточной части Астраханской области, на правом берегу протоки Алча дельты реки Волги, на расстоянии примерно 3 километров (по прямой) к северу от села Красный Яр, административного центра района.

Климат умеренный, резко континентальный. Характеризуется высокими температурами летом и низкими — зимой, малым количеством осадков, а также большими годовыми и летними суточными амплитудами температуры воздуха.

## Население
| 2002 | 2010 | 2015 |
| ---- | ---- | ---- |
| 74   | ↘31  | ↗80  |

По данным Всероссийской переписи, в 2010 году численность населения посёлка составляла 31 человек (14 мужчин и 17 женщин). Согласно результатам переписи 2002 года, в национальной структуре населения казахи составляли 63 %, русские — 34 %.
| Национальность | Численность (2010) | Процент |
| -------------- | ------------------ | ------- |
| Русские        | 17                 | 54,8%   |
| Казахи         | 14                 | 45,2%   |
| Всего          | 31                 | 100%    |

## Улицы
Уличная сеть посёлка состоит из 3 улиц и 1 переулка:
- Первомайская ул.
- Первомайский пер.
- Рыбинская ул.
- Тихая ул.